# Staro Selo, Velika Plana
Staro Selo (izvirno srbsko Старо Село) je naselje v Srbiji, ki upravno spada pod Občino Velika Plana; slednja pa je del Podonavskega upravnega okraja.

## Demografija
V naselju živi 2440 polnoletnih prebivalcev, pri čemer je njihova povprečna starost 41,9 let (41,0 pri moških in 42,8 pri ženskah). Naselje ima 939 gospodinjstev, pri čemer je povprečno število članov na gospodinjstvo 3,21.
To naselje je, glede na rezultate popisa iz leta 2002, večinoma srbsko, a v času zadnjih treh popisov je opazno zmanjšanje števila prebivalcev.
|  |

| Demografija | Demografija     | Demografija     |
| Leto        | Št. prebivalcev | Št. prebivalcev |
| ----------- | --------------- | --------------- |
|             |                 |                 |
|             |                 |                 |
|             |                 |                 |
|             |                 |                 |
| 1948        | 3718            |                 |
| 1953        | 3825            |                 |
| 1961        | 3867            |                 |
| 1971        | 3925            |                 |
| 1981        | 4114            |                 |
| 1991        | 3692            | 3251            |
| 2002        | 3604            | 3022            |
|             |                 |                 |

| Etnična sestava po popisu iz leta 2002 | Etnična sestava po popisu iz leta 2002 | Etnična sestava po popisu iz leta 2002 | Etnična sestava po popisu iz leta 2002 | Etnična sestava po popisu iz leta 2002 |
| -------------------------------------- | -------------------------------------- | -------------------------------------- | -------------------------------------- | -------------------------------------- |
| Srbi                                   | Srbi                                   |                                        | 2.936                                  | 97,15%                                 |
| Vlahi                                  | Vlahi                                  |                                        | 32                                     | 1,05%                                  |
| Romi                                   | Romi                                   |                                        | 11                                     | 0,36%                                  |
| Jugoslovani                            | Jugoslovani                            |                                        | 10                                     | 0,33%                                  |
| Črnogorci                              | Črnogorci                              |                                        | 7                                      | 0,23%                                  |
| Romuni                                 | Romuni                                 |                                        | 7                                      | 0,23%                                  |
| Hrvati                                 | Hrvati                                 |                                        | 3                                      | 0,09%                                  |
| Bolgari                                | Bolgari                                |                                        | 2                                      | 0,06%                                  |
| Neznano                                | Neznano                                |                                        | 10                                     | 0,33%                                  |